# Charlotte Julian
Charlotte Julian (°12 januari 1951 in Perpignan) is een Franse zangeres.
Ze maakte in 1972 haar debuut met de hitsingle Fleur de Province.

## Discografie

### Albums
- 2005 : Par le trou de la serrure
  - 1. Les ratés de la bagatelle
  - 2. Ouvre la fenêtre
  - 3. En douche
  - 4. Chez le boucher
  - 5. Madame Arthur
  - 6. Le tango stupéfiant
  - 7. Tu m'as possédée par surprise
  - 8. Ah ! vous dirai-je maman
  - 9. La biaiseuse
  - 10. Julie
  - 11. Partie carrée
  - 12. La p'tite Huguette
  - 13. Les amis de Monsieur
  - 14. Par le trou de la serrure
  - 15. Je n'peux pas
  - 16. La cerise
  - 17. Le sifflet du chef de gare

### Singles
- 1972 : Fleur de province / La fille du grand Buffalo Bill
- 1973 : Rosie Rosie / Je fréquente
- 1973 : Je sors le samedi soir
- 1973 : Tarte molle / Un amour dans la poche
- 1973 : Tout le monde à la campagne
- 1974 : Carnaval
- 1974 : Quand on découvre qu'on est moche
- 1975 : Beau cosmonaute
- 1975 : Fred Astaire
- 1975 : Y'a pas de métro à Perpignan
- 1976 : Merci Mme Irma
- 1976 : La situation est grave mais ... pas désespérée ! (B.O. du film)
- 1977 : Un personnage de Walt Disney / Souvenir d'enfance
- 1978 : Bazooka boum boum (la reine des punks)
- 1978 : La Bicyclette / Zoubida
- 1981 : Ah les galets ! / À mort l'amour
- 1983 : Honki Ponki Domino / Maman Vacances
- 1984 : Superstar
- 1986 : Tu me pompes l'air
- 1987 : C'est pour mon papa
- 1990 : Va t'faire cuire un œuf (en duo avec Patrick Topaloff)

## TV en voor de bioscoop
- 1978 : Le Rabat-joie : La fille de la boutique (TV)
- 1980 : La Pension des surdoués : Mademoiselle du Merle de la Tour
- 1982 : Le Village sur la colline : Lucie (série TV)
- 1982 : Un moment de bonheur : Nanou (TV)
- 1984 : Aldo et Junior : Bo
- 1984 : Marie-Pervenche (série TV) (épisode "Un hérisson dans la tête")
- 1985 : P.R.O.F.S : Josyane
- 1990 : Les Sabots à bascule : La femme de Glaudius
- 1992 : Maguy (série TV) (épisode "Maguy, Georges, Pierre, Rose et les autres")
- 1995 : Un homme à domicile : Carmen (série TV)
- 2004 : Les Gaous : Odette
- 2005 : Confession d'un menteur : Mle Kopp (TV)